# MFK Stará Ľubovňa
MFK Stará Ľubovňa là một câu lạc bộ bóng đá Slovakia, thi đấu ở thị trấn Stará Ľubovňa.

## Đội hình hiện tại
Ghi chú: Quốc kỳ chỉ đội tuyển quốc gia được xác định rõ trong điều lệ tư cách FIFA. Các cầu thủ có thể giữ hơn một quốc tịch ngoài FIFA.
| Số | VT | Quốc gia | Cầu thủ           |
| -- | -- | -------- | ----------------- |
| 2  | HV | Slovakia | Martin Sivuľka    |
| 3  | HV | Slovakia | Lukáš Kucko       |
| 4  | HV | Slovakia | Michal Turlík     |
| 7  | TV | Slovakia | Martin Kupec      |
| 8  | TV | Ba Lan   | Paweł Szcepanik   |
| 9  | TĐ | Ba Lan   | Tomasz Ogar       |
| 10 | TV | Ba Lan   | Bartlomiej Slowik |
| 13 | TV | Slovakia | Dávid Bednár      |
| 15 | TV | Slovakia | Ľuboš Mariančík   |
| 17 | TV | Slovakia | Dávid Krajňak     |

| Số | VT | Quốc gia | Cầu thủ                     |
| -- | -- | -------- | --------------------------- |
| 18 | HV | Slovakia | Miroslav Hricov             |
| 19 | TV | Slovakia | Jozef Kosturko              |
| 20 | TĐ | Slovakia | Tomaš Sekelský              |
| 22 | TM | Slovakia | Marek Bičuš                 |
| 23 | TĐ | Slovakia | Marek Selep                 |
| 25 | TĐ | Slovakia | Jozef Štieber               |
| 27 | TV | Slovakia | Jozef Pekár                 |
| 30 | TM | Slovakia | Maroš Beňo                  |
| —  | TV | Slovakia | Pavol Galik                 |
| —  | TV | Slovakia | Peter Štefaňák (đội trưởng) |